# جايسون فان هولاندر
جايسون فـان هولاندر (بالإنجليزية: Jason Van Hollander)‏ هو رسام توضيحي أمريكي، ولد في 9 سبتمبر 1949 في فيلادلفيا في الولايات المتحدة.

## وصلات خارجية
- الموقع الرسمي